# Campethera tullbergi
Campethera tullbergi là một loài chim trong họ Picidae.